# Carterocephalus
Carterocephalus är ett släkte av fjärilar som beskrevs av Lederer 1852. Carterocephalus ingår i familjen tjockhuvuden.

## Bildgalleri

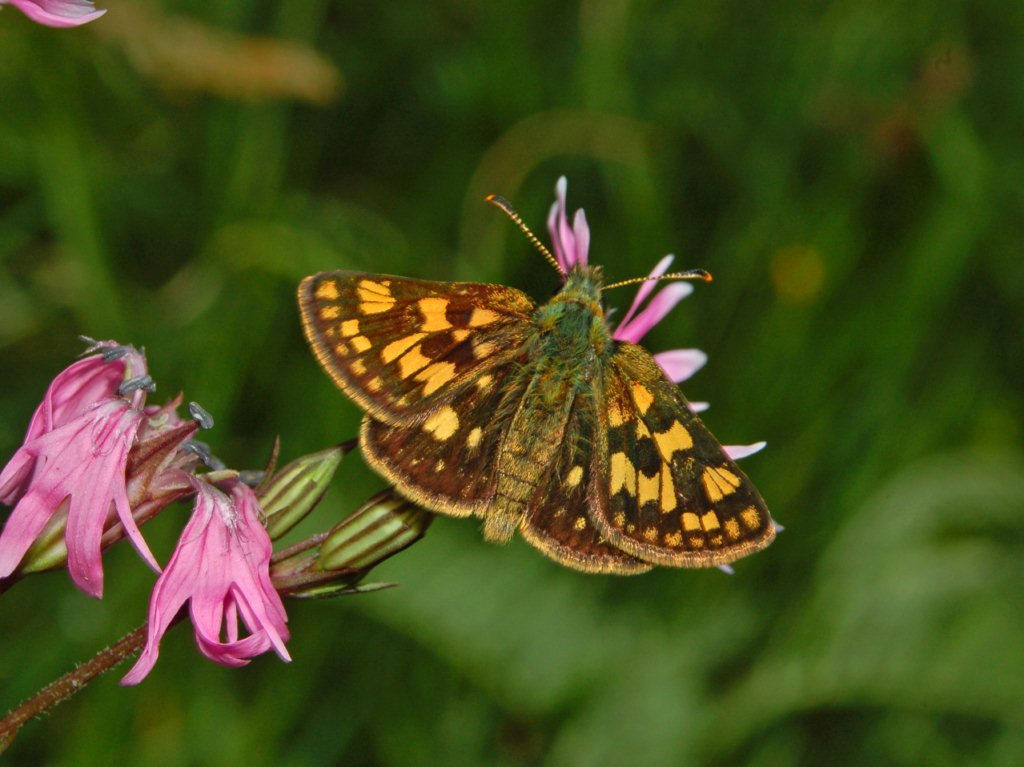
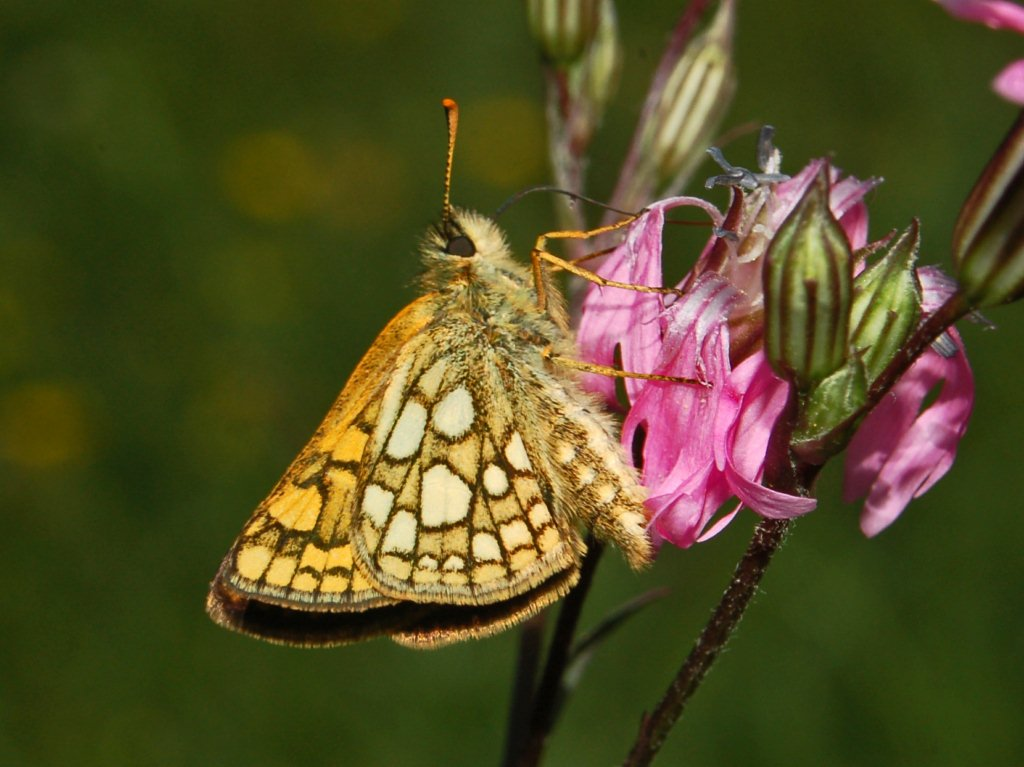
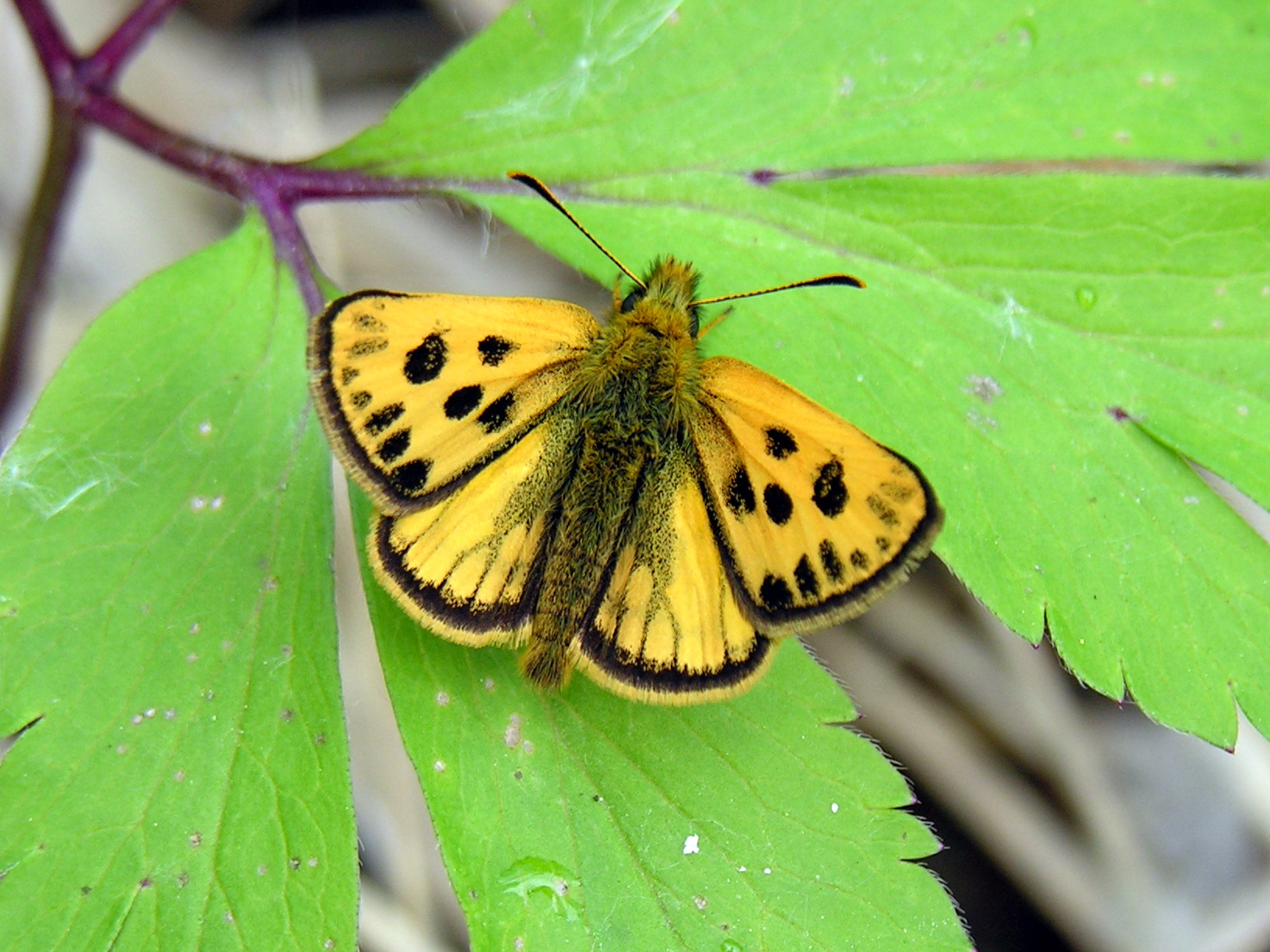
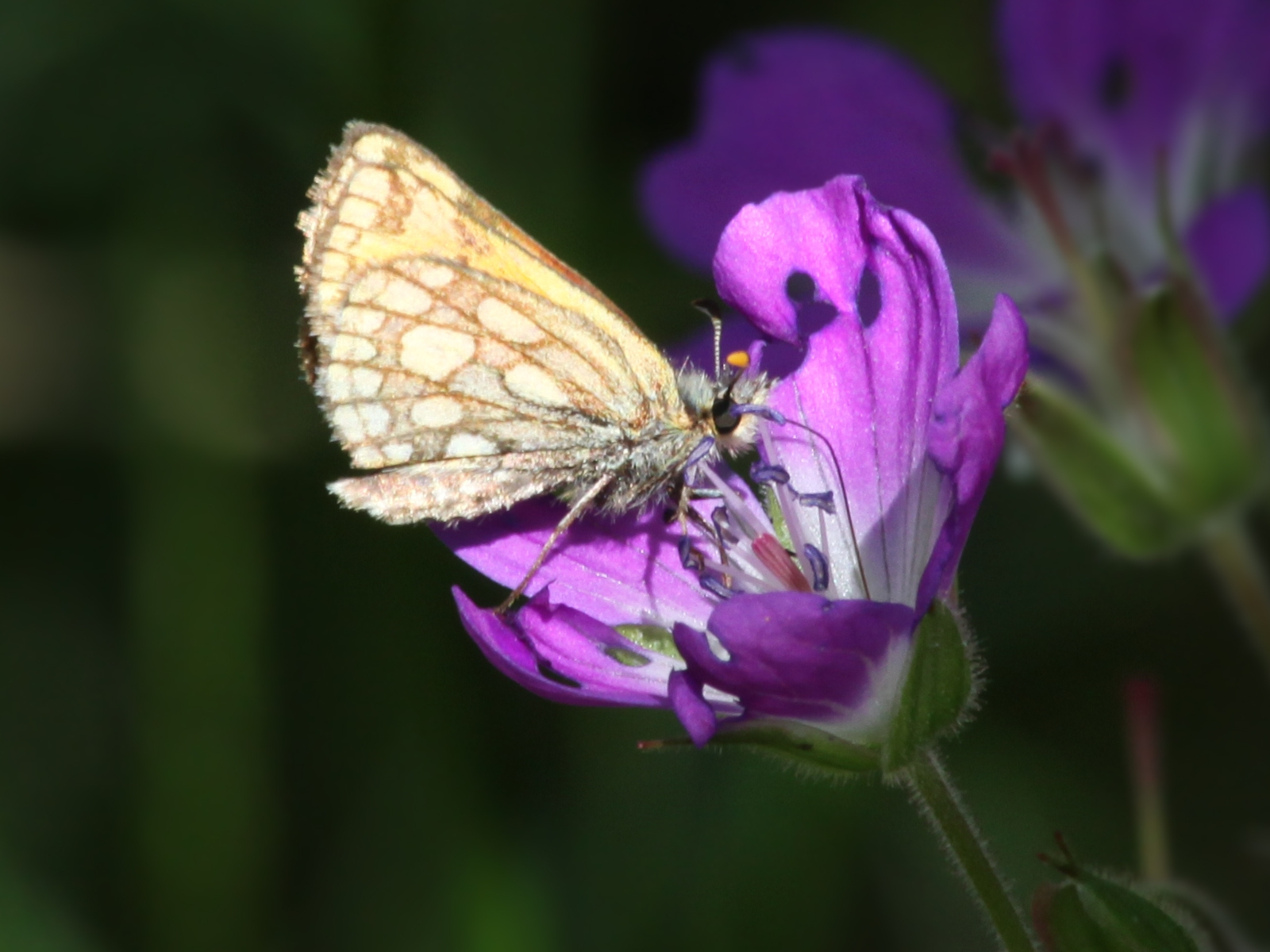
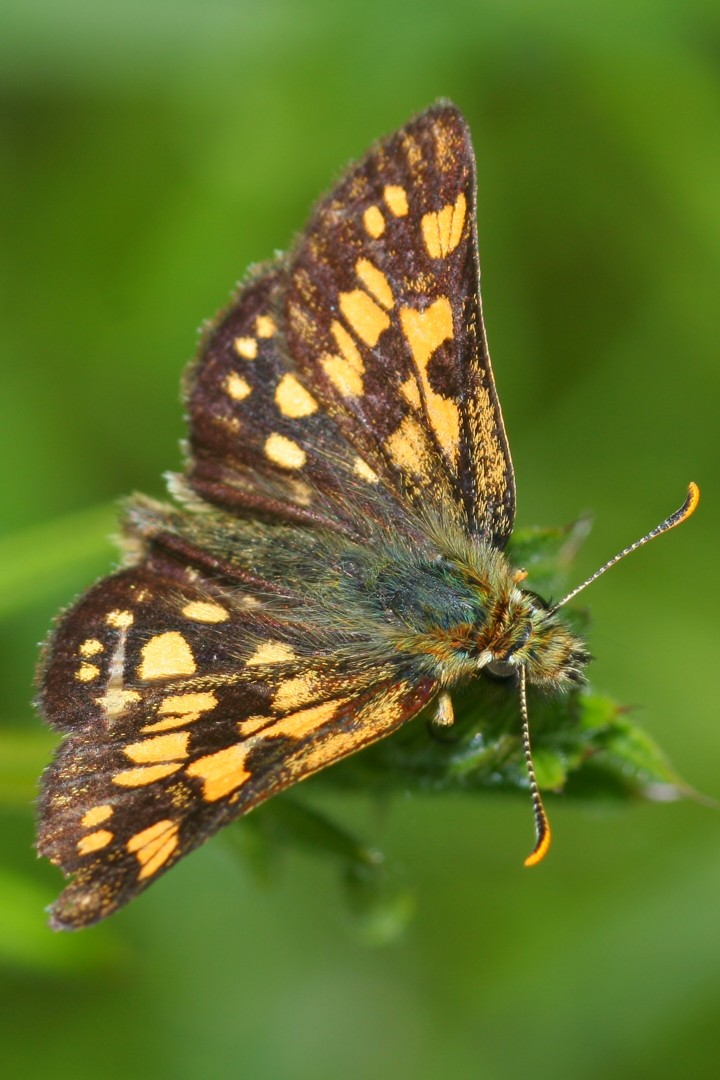
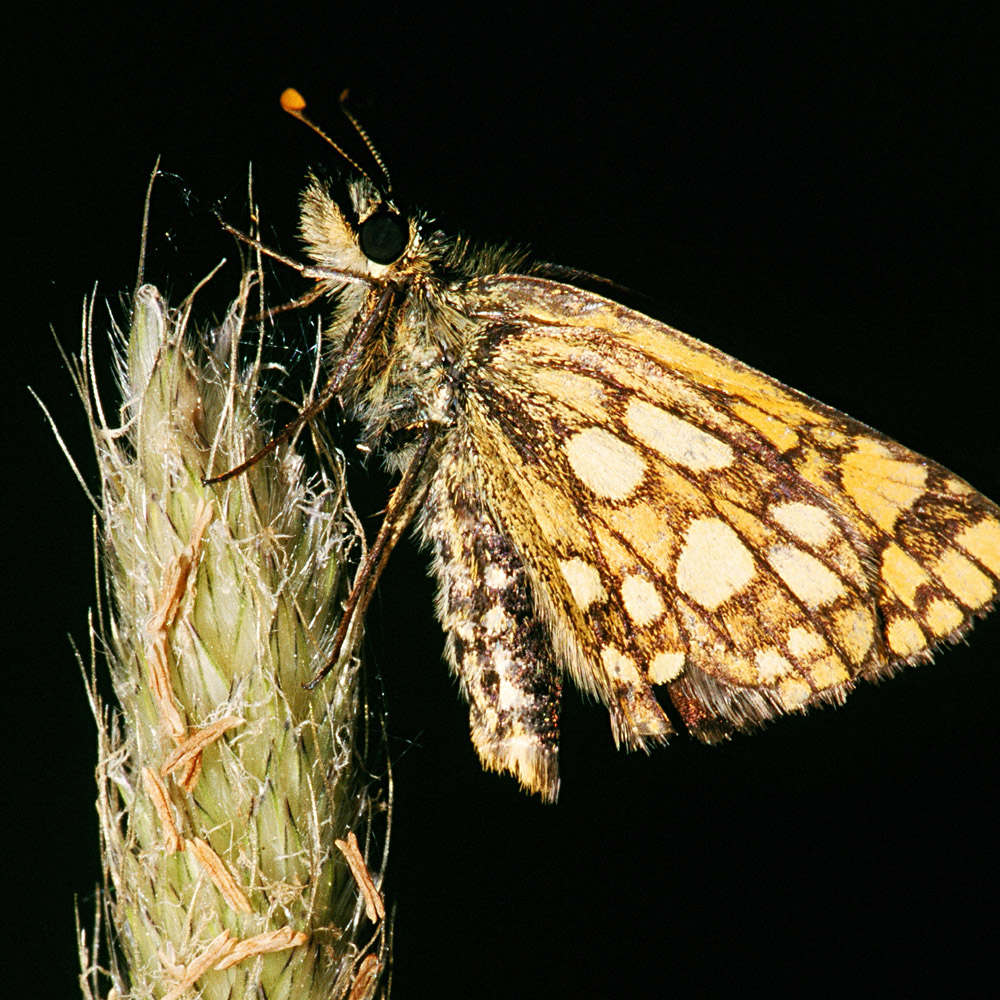

## Dottertaxa tillCarterocephalus, i alfabetisk ordning[1][2]
- Carterocephalus abax
- Carterocephalus akaishianus
- Carterocephalus albiguttata
- Carterocephalus albinotica
- Carterocephalus alcina
- Carterocephalus alcinoides
- Carterocephalus argenteogutta
- Carterocephalus argyrostigma
- Carterocephalus atrolimbata
- Carterocephalus aurantia
- Carterocephalus avanti
- Carterocephalus bolleni
- Carterocephalus bootia
- Carterocephalus borealis
- Carterocephalus brontes
- Carterocephalus brontides
- Carterocephalus canopunctatus
- Carterocephalus carrueli
- Carterocephalus catella
- Carterocephalus christophi
- Carterocephalus circumcincta
- Carterocephalus confluens
- Carterocephalus conjuncta
- Carterocephalus demea
- Carterocephalus depuncta
- Carterocephalus dieckmanni
- Carterocephalus doii
- Carterocephalus dulcis
- Carterocephalus ederi
- Carterocephalus ensis
- Carterocephalus esperi
- Carterocephalus evanescens
- Carterocephalus excessa
- Carterocephalus extrema
- Carterocephalus fasciata
- Carterocephalus flavomaculatus
- Carterocephalus flavostigma
- Carterocephalus freyi
- Carterocephalus gemmatus
- Carterocephalus habeneyi
- Carterocephalus houangty
- Carterocephalus infralba
- Carterocephalus isshikii
- Carterocephalus luteaexcessa
- Carterocephalus luteana
- Carterocephalus lutearestricta
- Carterocephalus mackenziei
- Carterocephalus mandan
- Carterocephalus melicertes
- Carterocephalus mesapano
- Carterocephalus micio
- Carterocephalus minor
- Carterocephalus montana
- Carterocephalus murasei
- Carterocephalus nigra
- Carterocephalus niveomaculatus
- Carterocephalus ops
- Carterocephalus palaemon
- Carterocephalus paniscus
- Carterocephalus patra
- Carterocephalus plutus
- Carterocephalus postnigra
- Carterocephalus pseudopalaemon
- Carterocephalus pulchra
- Carterocephalus restricta
- Carterocephalus satakei
- Carterocephalus shikotanus
- Carterocephalus shoka
- Carterocephalus silvicola
- Carterocephalus silvioides
- Carterocephalus silvius
- Carterocephalus skada
- Carterocephalus tibetanus
- Carterocephalus tolli
- Carterocephalus watsoni